# Ji Xingwen
Ji Xingwen, né le 27 mars 1907 à Hancheng et mort à 26 août 1958 à Taipei, est un général de l'Armée nationale révolutionnaire en République de Chine, célèbre pour son implication dans l'incident du pont Marco-Polo. 

## Biographie

### Jeunesse
Il est le neveu du général Ji Hongchang.

### Guerre sino-japonaise
En 1937, Ji Xingwen est nommé colonel et prend la tête du 219e régiment, dépendant de la 29e armée, chargé la défense de la forteresse de Wanping. Ce fort ancien occupe alors une position stratégique au nord-ouest de la capitale Pékin et à quelques kilomètres de la frontière avec le Mandchoukouo japonais. C'est à ce poste que Ji Xingwen entre dans l'histoire chinoise grâce son rôle lors de l'incident du pont Marco-Polo, événement déclencheur de la seconde guerre sino-japonaise.
Le 7 juillet 1937, le colonel Ji Xingwen reçoit un appel téléphonique d'un officier japonais accusant les Chinois d'avoir enlevé l'un de ses hommes après un exercice. Il s'avèrera finalement que le soldat japonais disparu avait brièvement déserté pour aller visiter une maison de passe.
Toutefois, prenant prétexte du refus de Ji Xingwen d'autoriser l'armée japonaise à procéder à des fouilles sur le territoire chinois, les officiers de l'Armée japonaise de garnison de Chine décident de s'emparer du pont Marco-Polo.
Le matin du 8 juillet, à 5 heures 30, les soldats japonais lancent l'assaut. À la tête de cent hommes, Ji Xingwen réussit à tenir jusqu'à la fin de l'après-midi avant de devoir céder sous la pression de l'ennemi. Toutefois, le lendemain, ayant bénéficié de renforts, il parvient à reprendre le pont et à repousser les Japonais sur leurs positions initiales.
Des négociations sont alors engagées entre diplomates chinois et japonais. Cependant, elles n'empêchent pas la poursuite des combats à Wanping qui tombe le 10 juillet, après l'arrivée d'unités mécanisées de l'armée japonaise. 
Ji Xingwen fait alors retraite avec les survivants de son régiment et participe à la bataille de Pékin des semaines suivantes, qui verra également la victoire des Japonais.

### Guerre civile chinoise
Il profite de la fin de la guerre avec le Japon pour entrer à l'académie militaire de Huangpu. Il en sort diplômé en avril 1948 et est alors promu major général. À la tête de la 77e armée, il est  gravement blessé lors de la campagne du Huaihai et, convalescent, ne peut prendre part aux dernières batailles sur le continent.

### Taïwan
Ji Xingwen quitte le continent pour l'île de Taïwan en septembre 1949. Tchang Kaï-chek lui confie alors le commandement du  50e régiment, unité d'élite. Promu lieutenant-général en 1957, il devient commandant en second des forces de défense des Îles Pescadores, archipel stratégique situé entre le continent et l'île de Taïwan.

### Mort
Le 23 août 1958, alors qu'il prépare une réception en l'honneur du ministre de la Défense à Kinmen, il est grièvement blessé lors du bombardement de la ville par l'artillerie de l'Armée populaire de libération dans le cadre de la deuxième crise du détroit de Taïwan. Mal soigné, un éclat d'obus ayant été oublié par le médecin militaire de Kinmen, il meurt de septicémie trois jours plus tard à l'hôpital militaire de Taipei.

## Hommages
Un monument à sa gloire a été érigé à Kinmen, à l'endroit où il fut blessé par l'artillerie communiste.